# ببر ماده (فیلم ۱۹۹۲)
ببر ماده (به آلمانی: Die Tigerin) فیلمی آلمانی است که در سال ۱۹۹۲ منتشر شد. از بازیگران آن می‌توان به جیمز رمار، فردی مین و جورج پپارد اشاره کرد. این فیلم اقتباسی از رمان والتر زرنر است.